# Edward Barcik
Edward Barcik (Prusice, Baixa Silèsia, 31 de maig de 1950) va ser un ciclista polonès que va córrer a primers dels anys 70 del segle xx.
El 1972 va prendre part en els Jocs Olímpics de Múnic, en què guanyà una medalla de plata en la contrarellotge per equips, formant equip amb Ryszard Szurkowski, Lucjan Lis i Stanisław Szozda.
També destaca el Campionat nacional en ruta de 1971.

## Palmarès
- 1970
  -  Campió de Polònia de contrarellotge per parelles
- 1971
  -  Campió de Polònia en ruta
- 1972
  - 1r a la Malopolski Wyscig Gorski
  -  Medalla de plata als Jocs Olímpics de Múnic en contrarellotge per equips
- 1975
  - 1r a la Szlakiem Grodów Piastowskich